# Étuz
Étuz ist eine französische Gemeinde im Département Haute-Saône in der Region Bourgogne-Franche-Comté. Sie gehört zum Arrondissement Vesoul und zum Kanton Marnay. Sie ist Mitglied des 33 Ortschaften umfassenden Gemeindeverbandes Communauté de communes du Pays Riolais.

## Geographie
Das Dorf liegt auf einer Höhe von 218 m über dem Meeresspiegel, etwa 16 Kilometer nordnordwestlich der Stadt Besançon. Étuz erstreckt sich im Süden des Départements, am nördlichen Rand der Talebene des Ognon, gegenüber von Cussey-sur-l’Ognon, südöstlich der Monts de Gy.
Die Fläche des 5,30 km² großen Gemeindegebiets umfasst einen Abschnitt des unteren Ognon-Tals. Die südliche Grenze verläuft stets entlang dem Ognon. Dieser fließt hier mit mehreren Windungen nach Westen durch eine Alluvialebene, die eine Breite von ein bis zwei Kilometern aufweist und durchschnittlich auf 215 m liegt. Vom Flusslauf erstreckt sich das Gemeindeareal nordwärts über die Talebene auf das angrenzende Plateau, das aus tertiären Sedimenten aufgebaut ist. Es wird durch das Tälchen des Ruisseau de la Douain unterteilt, der wenig unterhalb von Étuz in den Ognon mündet. Das Plateau ist überwiegend von Acker- und Wiesland bestanden, zeigt aber auch einige Waldflächen. Mit 267 m wird ganz im Norden die höchste Erhebung von Étuz erreicht.
Nachbargemeinden von Étuz sind Montboillon und Cordonnet im Norden, Boulot im Osten, Cussey-sur-l’Ognon im Süden sowie Chambornay-lès-Pin und Gézier-et-Fontenelay im Westen.

## Geschichte
Erstmals urkundlich erwähnt wird Étuz im Jahr 1203. Im Mittelalter gehörte das Dorf zur Freigrafschaft Burgund und darin zum Gebiet des Bailliage d’Amont. Die lokale Herrschaft oblag zunächst den Herren von Arguel. 1334 kam das Gebiet in den Besitz des Domkapitels von Besançon. Zusammen mit der Franche-Comté gelangte Étuz mit dem Frieden von Nimwegen 1678 definitiv an Frankreich. Nachdem 1845 eine eisenhaltige Mineralquelle entdeckt worden war, spielte lange Zeit die Mineralwasserabfüllung eine bedeutende Rolle.

## Sehenswürdigkeiten
Die Kapelle Sainte-Anne wurde im 16. Jahrhundert auf einer Anhöhe östlich des Dorfes erbaut. Sie beherbergt einen Altar aus Alabaster (16. Jahrhundert) aus der Schule von Troyes sowie Statuen des heiligen Sebastian (16. Jahrhundert) und des heiligen Rochus (17. Jahrhundert). Sehenswert ist auch das Lavoir, das 1842 nach Plänen von Pierre Marnotte errichtet wurde und aus zwei Tempeln mit je 18 Säulen besteht.

## Bevölkerung
| Jahr                       | 1962 | 1968 | 1975 | 1982 | 1990 | 1999 |
| Einwohner                  | 199  | 223  | 201  | 382  | 467  | 563  |
| Quellen: Cassini und INSEE |      |      |      |      |      |      |

Mit 563 Einwohnern (1999) gehört Étuz zu den kleinen Gemeinden des Département Haute-Saône. Nachdem die Einwohnerzahl in der ersten Hälfte des 20. Jahrhunderts stets im Bereich zwischen 170 und 220 Personen gelegen hatte, wurde seit Mitte der 1970er Jahre ein kräftiges Bevölkerungswachstum verzeichnet. Seither hat sich die Einwohnerzahl mehr als verdoppelt.

## Wirtschaft und Infrastruktur
Étuz war bis weit ins 20. Jahrhundert hinein ein vorwiegend durch die Landwirtschaft (Ackerbau, Obstbau und Viehzucht) geprägtes Dorf. Heute gibt es verschiedene Betriebe des lokalen Kleingewerbes und Geschäfte des Einzelhandels für den täglichen Bedarf. In den letzten Jahrzehnten hat sich das Dorf zu einer Wohngemeinde gewandelt. Viele Erwerbstätige sind deshalb Wegpendler, die in den größeren Ortschaften der Umgebung und in der Agglomeration Besançon ihrer Arbeit nachgehen.
Der Ort liegt abseits der größeren Durchgangsachsen an einer Departementsstraße, die von Besançon nach Seveux führt. Der nächste Anschluss an die Autobahn A36 befindet sich in einer Entfernung von ungefähr 11 km. Weitere regionale Straßenverbindungen bestehen mit Marnay und Voray-sur-l’Ognon.